# Inundación de la mina Delia II

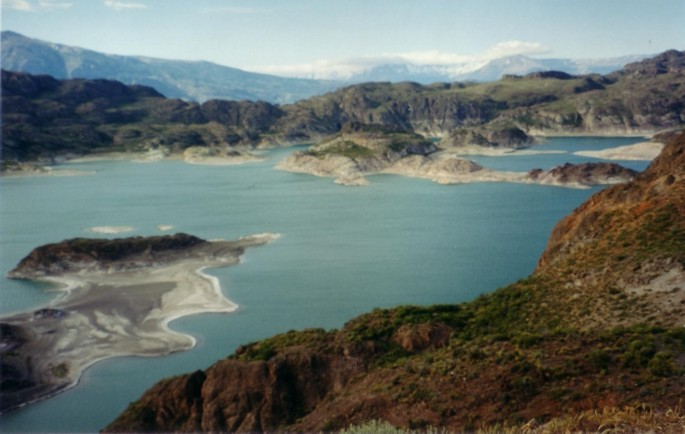
Laguna Verde, cerca del Lago General Carrera.

La Inundación de la mina Delia II ocurrió en la madrugada del 9 de junio de 2017 en la mina perteneciente a la compañía minera "Cerro Bayo" y dejó a dos mineros atrapados en los túneles. Un derrumbe causó que las aguas de la Laguna Verde (Aysén), en la comuna de Chile Chico, inundasen las galerías de la mina.
Al momento de la inundación, que ocurrió en la madrugada, los mineros Jorge Sánchez Martínez y Enrique Ojeda González se encontraban trabajando en el nivel 55. En la superficie, fuera de la mina, se notó que los ventiladores, encargados de inyectar aire fresco al socavón, habían dejado de funcionar y una alarma sonó por solo 10 segundos. A las cinco de la mañana un supervisor ingresó a la mina y descubrió la tragedia: la mina había sido inundada.
Se desconoce la ubicación de los trabajadores al momento del accidente, pero se presume que se dirigieron a un refugio en el nivel 203, al cual se intentó llegar en un segundo intento de perforación, ya que el primero fracasó. Simultáneamente los equipos de rescate intentaron contener la inundación por medio de diques. Los sindicatos de los mineros propusieron traer robots y buzos que cruzaran las zonas inundadas y buscasen a los mineros en las galerías.
Tras 18 días de búsqueda, el martes 27 de junio de 2017 la compañía Cerro Bayo oficializó el fallecimiento de los mineros.

"Por la magnitud del evento, cuya verdadera dimensión hemos ido conociendo al realizar las operaciones y evaluaciones técnicas propias del manejo de la emergencia, podemos concluir, con mucho pesar, que lamentablemente no existe posibilidad de encontrar con vida a los mineros Jorge Sánchez y Enrique Ojeda".
Extracto del comunicado emitido por Minera Cerro Bayo, 27 de junio de 2017